# White (mutacja)

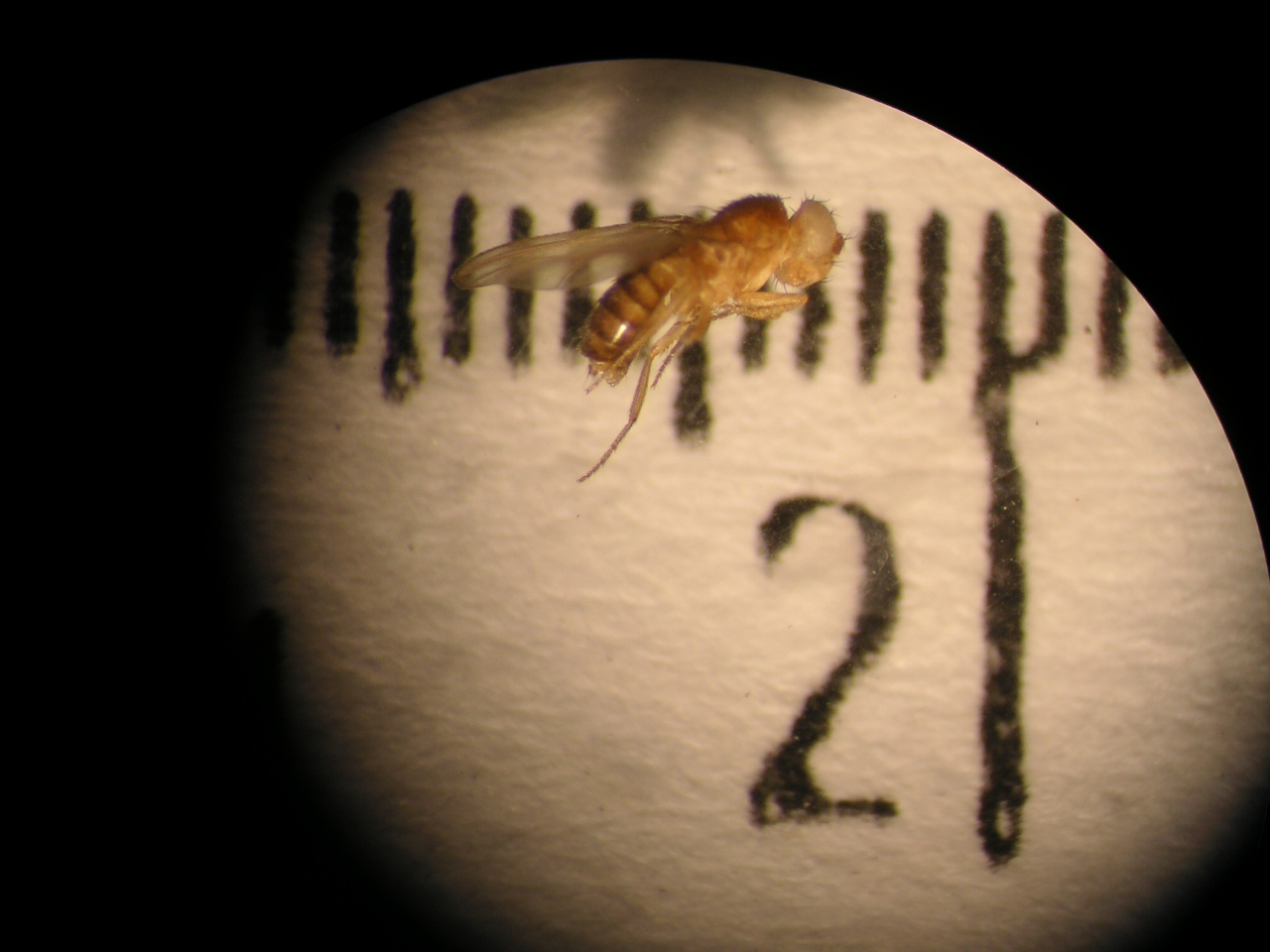
Drosophila o białych oczach

White, w – pierwsza sprzężona z płcią mutacja odkryta u muszki owocowej Drosophila melanogaster. W 1910 Thomas Hunt Morgan i Lilian Vaughan Morgan zebrał białookiego zmutowanego samca z populacji Drosophila melanogaster o ciemnych ceglastoczerwonych oczach. Po skrzyżowaniu tego samca z samicą typu dzikiego potomstwo okazało się nie spełniać przewidywań poczynionych zgodnie z prawami Mendla. Pierwsze pokolenie potomne (F1) liczyło 1237 potomstwa czerwonookiego oraz 3 białookie osobniki, wszystkie płci męskiej. Drugie pokolenie potomne (F2) liczyło 2459 czerwonookich samic, 1011 czerwonookich samców i 782 białookie samce. Dalsze eksperymentalne krzyżówki doprowadziły do konkluzji, że rzeczona mutacja musi być jakoś fizycznie połączona z czynnikiem determinującym płeć u Drosophila. Morgan stworzył nazwę white gene, obecnie skracaną w. Wraz z rozwojem genetyki nazwy genów były italizowane, allel typu dzikiego określany był za pomocą plusa, w tym przypadku w+. Nazwy często wykorzystywanych mutacji skracano. Jako że white należała do pierwszych nazwanych mutacji, została skrócona do pojedynczej litery (w). Muszki z allelem white są często wykorzystywane w nauczaniu genetyki w szkolnictwie wyższym. Białko kodowane przez gen white pełni funkcję transportera ABC. Przenosi ono prekursory pigmentu odpowiadającego za czerwoną i brązową barwę oczu, guaninę i tryptofan, do rozwijających się oczu podczas przepoczwarzania. Jego ludzki odpowiednik to ABCG1, zaangażowany w transport lipidów i cholesterolu do komórek.